# Rue de l'Institut
La rue de l'Institut (en ukrainien : Інститутська вулиця, rue Instytutska) est une rue du centre de Kiev.

## Situation et accès
Cette voie est située dans le quartier de Petchersk.

## Historique
Ancienne rue de la Révolution d’Octobre, elle est devenue tristement célèbre par les morts qui eurent lieu dans la rue entre le 18 et 20 février 2014. Le conseil municipal a décidé de renommer une partie de la rue en honneur aux Héros de la Centurie céleste.

## Lieux et bâtiments remarquables
- Le siège de la Banque nationale d'Ukraine créé entre 1902 et 1905.
- La maison Maria Brodska de 1900.
- La maison Maison Lutchytsky datant de 1912-13.

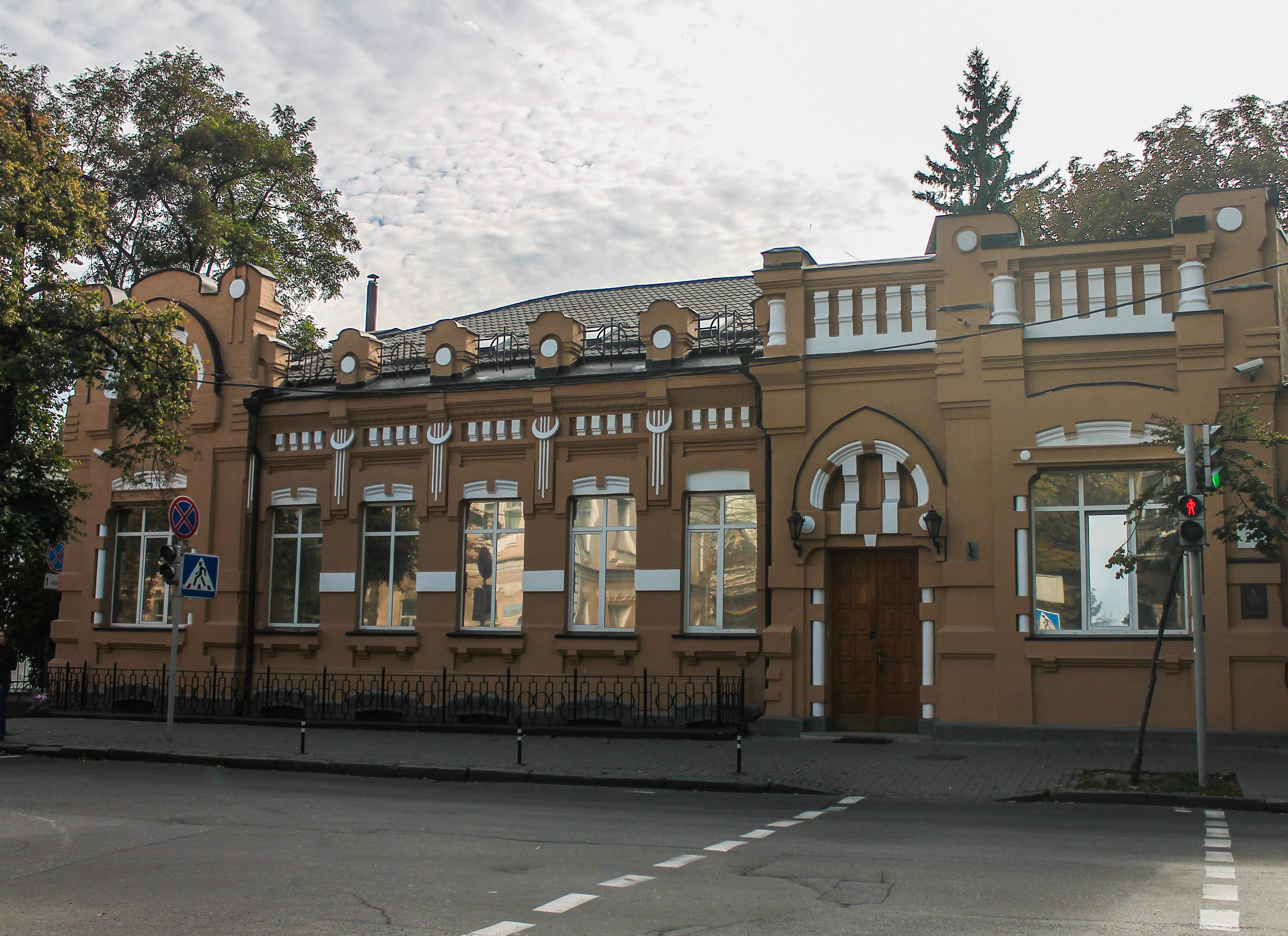
Maison Maria Brodska.